# プーマ・スウェード
プーマ・スウェード（Puma Swede、 1976年9月13日 - ）は、スウェーデンのポルノ女優。ストックホルム出身。

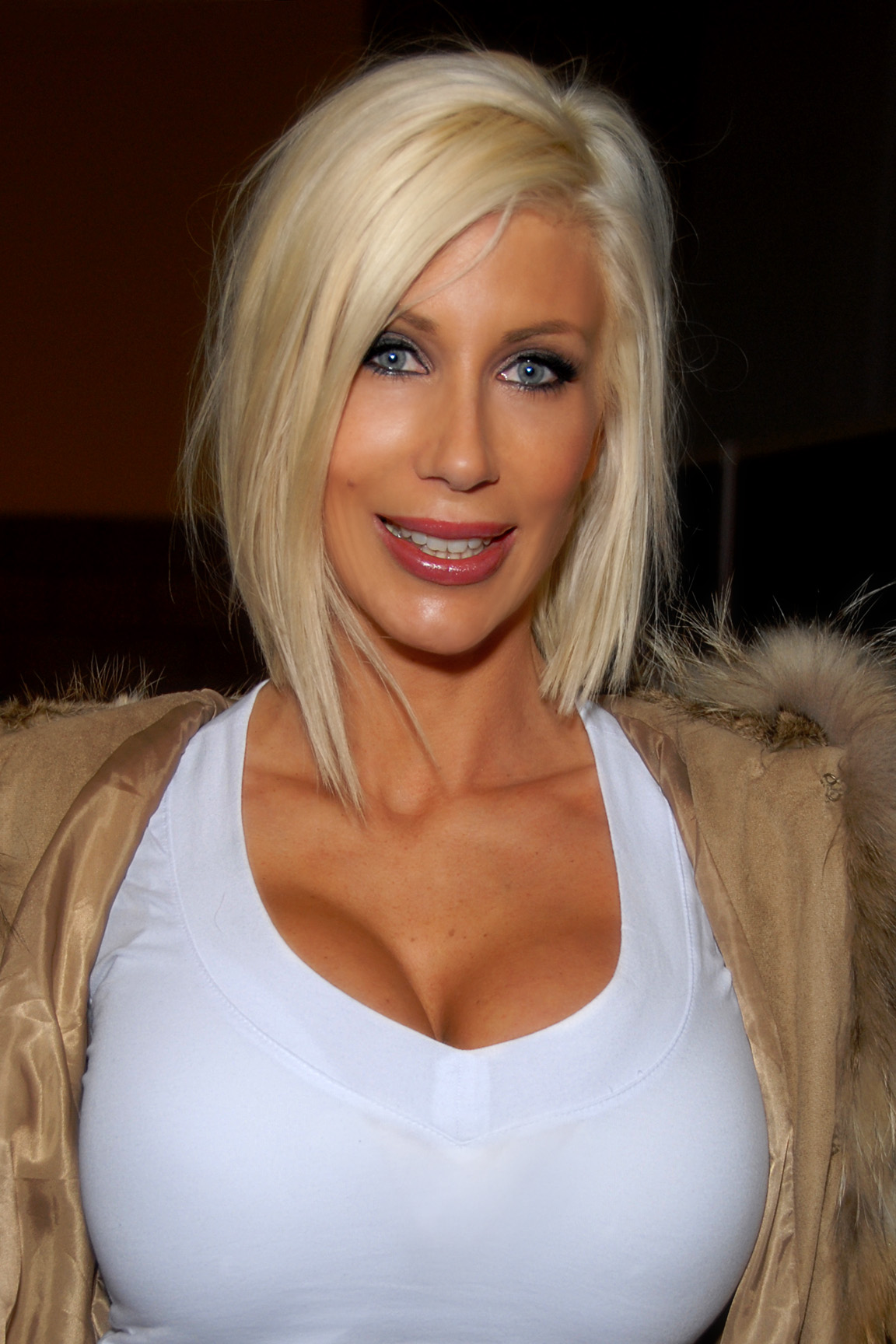
プーマ・スウェード